# Stade Édouard-Pentecost
Le stade Édouard-Pentecost est un stade omnisports en Nouvelle-Calédonie, situé à l'Anse Vata, quartier de Nouméa, la capitale de l'archipel.
Il est dédié principalement à la pratique du football et de l'athlétisme
Le stade, doté de 1 000 places, sert d'enceinte à domicile aux équipes de football de l'Association sportive Thio Sport, de l'Association sportive Auteuil-Dumbéa et de l'Association sportive de Wetr.

## Histoire
En 2013, pour la première fois de l'histoire de la Nouvelle Calédonie, l'équipe de football américain des Sharks de Nouméa joue un match d'exhibition contre les Barbarians au stade.
Des matchs de rugby à XV ont également lieu au stade de temps à autre.

## Événements
- 2003 : Finale du championnat de Nouvelle-Calédonie de football
- 2011 : Jeux du Pacifique Sud (tir à l'arc)